# Kushiroit
Das Mineral Kushiroit ist ein sehr seltenes Kettensilikat aus der Pyroxengruppe mit der Endgliedzusammensetzung CaAlAlSiO6.
Kushiroit kristallisiert mit monokliner Symmetrie und bildet farblose Kristalle von wenigen µm Größe.
In einer frühen Phase der Entstehung unseres Sonnensystems kristallisierte nahezu reiner Kushiroit bei der schnellen Ankühlung von Calcium-Aluminium-reichen Schmelztröpfchen in chondritischen Meteoriten. Typlokalität ist der Allan Hills 85085 Meteorit (ALH 85085) von den Allan Hills im Viktorialand, Ostantarktika, Antarktika, in dem Kushiroit zusammen mit Grossit und titanreichem Kushiroit auftritt.

## Etymologie und Geschichte

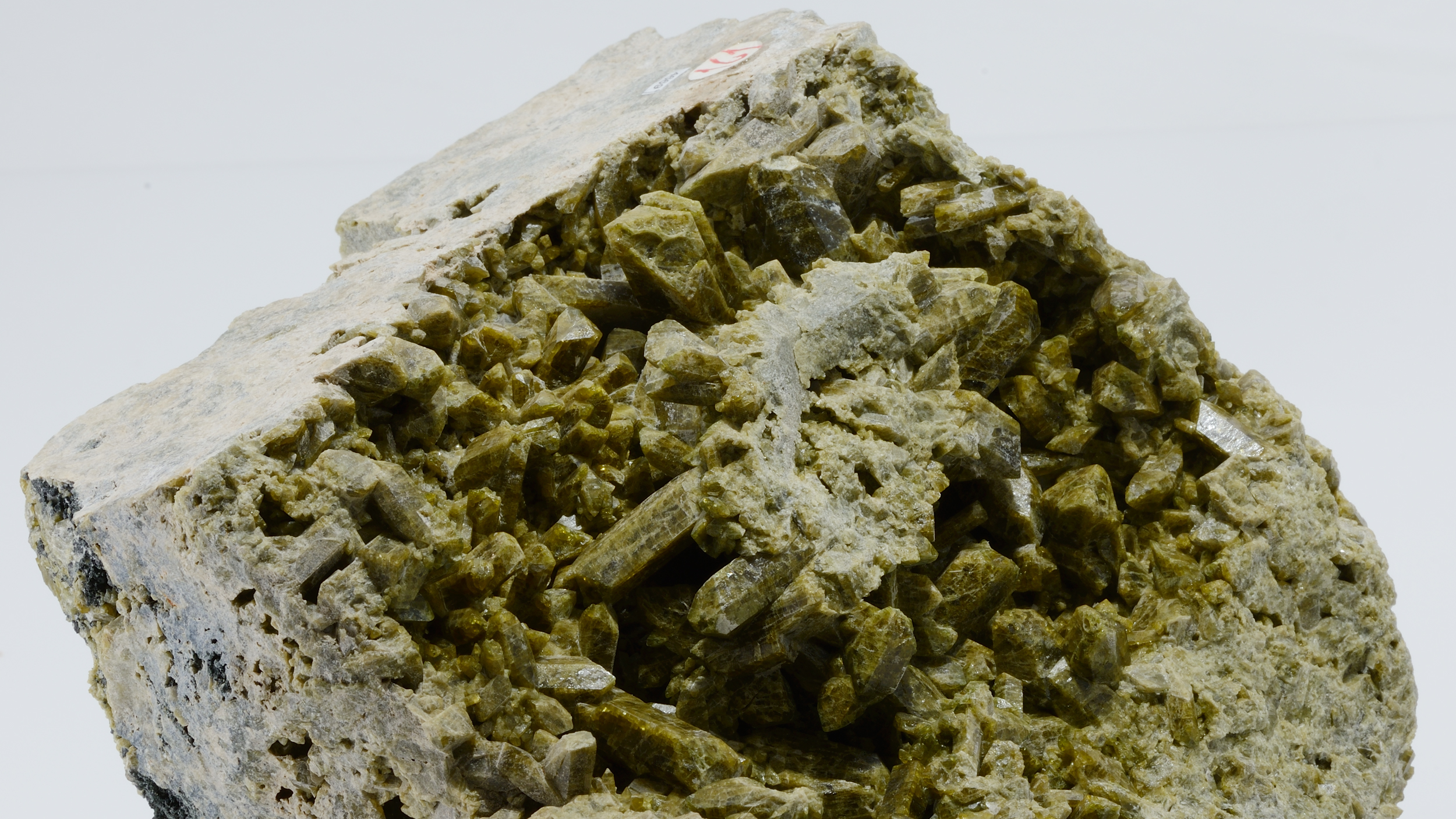
Grüner Fassait vom Pale Rabbiose (Monti Monzoni, Val di Fassa).

Aluminiumhaltige Pyroxene sind seit Beginn des 19. Jahrhunderts unter der Bezeichnung Fassait bekannt. Bezeichnete man anfangs mit Fassait noch rotbraune Zeolithe aus dem Fassatal, führte Abraham Gottlob Werner 1817 dem Namen Fassait für lauch- bis dunkelgrüne Pyroxene aus dem Fassatal ein, die sich durch stark ausgebildete [110]-Prismenflächen auszeichnen.
Die charakteristischen Gehalte an Aluminium und ferrischem Eisen (Fe3+) ohne entsprechende Gehalte an Natrium belegte 60 Jahre später der frisch berufene, außerordentliche Professor für Mineralogie und Petrographie der Universität Graz, Cornelio August Doelter, durch die ersten chemischen Analysen dieser Fassaite. Doelter stellte den chemisch eigenständigen Charakter der Fassaite heraus und in der Folge wurde die Bezeichnung Fassait ausgeweitet auf alle Aluminium- und Fe3+-haltigen, natriumarmen Calciumpyroxene aus metamorphen Kalksandsteinen.
Zeitgleich mit Doelter untersuchte Gustav Tschermak an der Universität Wien die Zusammensetzungen von Pyroxenen und versuchte diese als Mischkristalle eines einheitlichen Satzes von Endgliedzusammensetzungen zu beschreiben. Er dokumentierte 1913 in aluminiumreichen Augiten die gekoppelte Austauschreaktion 2Al = Mg + Si, die später nach ihm Tschermak-Substitution genannt wurde, sowie das dazugehörige, lange Zeit hypothetische, Pyroxenendglied CaAlAlSiO6. Auch dies wurde nach ihm Calcium-Tschermak-Pyroxen oder Calcium-Tschermak-Molekül genannt.
Seit Beginn des 20. Jahrhunderts wurden experimentell die maximalen Gehalte dreiwertiger Kationen von Diopsid ausgelotet. E. R Segnit z. B. von der University of Cambridge synthetisierte 1953 Diopside mit 10 Gew-% Al2O3 oder 8 Gew-% Fe2O3 und J. De Neufville und J. F. Schairer synthetisierten Diopsid-Calcium-Tschermak-Mischkristalle mit maximal 20 Gew-% Calcium-Tschermak-Pyroxen.
Zeitgleich bestimmten James Fred Hays 1966 an der Harvard University in Cambridge (Massachusetts) und Ken-ichi Hijikata und Kenzo Yagi 1967 an der Universität Hokkaidō in Japan den Stabilitätsbereich des synthetischen Calcium-Tschermak-Pyroxens.
Auch in natürlichen Vorkommen wurden Diopside mit immer höheren Fe- und Al-Gehalten gefunden. Knopf & Lee beschrieben 1956 einen Fassait aus einem spinellhaltigen, metamorphen Kalkstein, bei dem 0,463 Atome pro Formeleinheit (apfu) Si durch Al ersetzt wurden und Donald R. Peacor beschrieb 1967 die Struktur eines Pyroxens aus einem Karbonatit mit 0,494 apfu Al auf der Siliziumposition. Im Jahr 1977 dokumentierte S. Gross einen Fassait aus einem Pyroxen-Wollastonit-Anorthit-Fels der pyrometamorphen Hatrurim-Formation bei Tarqumiya (Palästina) mit 0,6 apfu Al auf der Si-Position und 0,41 apfu Fe.3+ Im Jahr 1980 entdeckten Joseph D. Devine und Haraldur Sigurðsson einen Fassait mit über 40 Mol-% des Calcium-Tschermak-Pyroxens.
Der Mineralname Fassait wurde 1989 von der Commission on New Minerals and Mineral Names (CNMMN) der International Mineralogical Association (IMA) diskreditiert.
Pyroxene mit noch höheren Gehalten des Calcium-Tschermak-Moleküls sind seit den 1970er Jahren aus Einschlüssen des Allende-Meteoriten bekannt und z. B. Steven B. Simon und Mitarbeiter publizierten 1998 Pyroxenanalysen aus Calcium-Aluminium-reichen Einschlüssen verschiedener Meteorite, die 20–82 Mol% Calcium-Tschermak-Pyroxen auswiesen. Es dauerte noch weitere 11 Jahre bis Makoto Kimura und Mitarbeiter 2009 das Calcium-Tschermak-Pyroxen als das eigenständige Mineral Kushiroit einführten. Sie benannten es nach dem emeritierten Professor der Universität Tokio Ikuo Kushiro in Würdigung seiner experimentellen Untersuchungen von Silikaten und des Calcium-Tschermak-Pyroxens.

## Klassifikation
In der strukturellen Klassifikation der International Mineralogical Association (IMA) gehört Kushiroit zusammen mit Augit, Burnettit, Davisit, Diopsid, Esseneit, Petedunnit, Grossmanit, Hedenbergit, Johannsenit und Tissintit zu den Calciumpyroxenen in der Pyroxengruppe.
Da der Kushiroit erst 2008 als eigenständiges Mineral anerkannt wurde, ist er in der zuletzt 1977 überarbeiteten 8. Auflage der Mineralsystematik nach Strunz nicht verzeichnet.
Auch die bis 2009 von der IMA aktualisierte 9. Auflage der Strunz’schen Mineralsystematik führt den Kushiroit noch nicht auf.
Im zuletzt 2018 überarbeiteten Lapis-Mineralienverzeichnis nach Stefan Weiß, das sich aus Rücksicht auf private Sammler und institutionelle Sammlungen noch nach der alten Form der Systematik von Karl Hugo Strunz richtet, erhielt das Mineral die System- und Mineral-Nr. VIII/F.01-80. In der „Lapis-Systematik“ entspricht dies ebenfalls der Abteilung „Ketten- und Bandsilikate“, wobei in den Gruppen VIII/F.01 bis 06 die Minerale mit Zweierketten [Si2O6]4− eingeordnet sind. Kushiroit bildet hier zusammen mit Aegirin, Aegirin-Augit, Augit, Davisit, Diopsid, Esseneit, Grossmanit, Hedenbergit, Jadeit, Jervisit, Johannsenit, Kanoit, Klinoenstatit, Klinoferrosilit, Kosmochlor, Namansilit, Natalyit, Omphacit, Petedunnit, Pigeonit, Spodumen und Tissintit ebenfalls die Gruppe der „Klinopyroxene“ (VIII/F.01).
Die vorwiegend im englischen Sprachraum gebräuchliche Systematik der Minerale nach Dana ordnet den Kushiroit in die Klasse der „Silikate und Germanate“ und dort in die Abteilung der „Kettensilikatminerale“ ein. Hier ist er zusammen mit Diopsid, Hedenbergit, Augit, Johannsenit, Petedunnite und Davisit in der Gruppe der „C2/c Klinopyroxene (Ca-Klinopyroxene)“ mit der System-Nr. 65.01.03.8 innerhalb der Unterabteilung „Kettensilikate: Einfache unverzweigte Ketten, W=1 mit Ketten P=2“ zu finden.

## Chemismus
Kushiroit mit der Endgliedzusammensetzung [M2]Ca[M1]Al3+[T](AlSi)O6 ist das Aluminium-Aluminium-Analog von Diopsid ([M2]Ca[M1]Mg[T]Si2O6), wobei [M2], [M1] und [T] die Positionen in der Pyroxenstruktur sind.
Die empirischen Zusammensetzungen des gemeinsam auftretenden Kushiroit und Titan-Kushiroit aus der Typlokalität sind
- [M2]Ca1,008[M1](Al3+0,878Mg0,094Fe2+0,034)[T](Si1,079Al0,921)O6.
- [M2]Ca1,000[M1](Al3+0,579Ti4+0,190Ti3+0,084Mg0,105Fe2+0,041)[T](Si0,956Al1,044)O6

Der Titaneinbau in Kushiroit erfolgt über zwei Mischkristallreichen, entsprechend der Austauschreaktionen
- [M1]Al3+ = [M1]Ti3+ (Grossmanit)
- [M1]Al3+ + [T]Si4+ = [M1]Ti4+ + [T]Al3+ (Al-Buffonit)

Weiterhin bildet Kushiroit Mischkristalle mit Diopsid, Agirin und Esseneit:
- [M1]Al3+ + [T]Al3+ = [M1]Mg2+ + [T]Si4+ (Diopsid)
- [M2]Ca2+ + [M1]Al3+ + [T]Al3+ = [M2]Na+ + [M1]Fe3+ + [T]Si4+ (Ägirin).
- [M1]Al3+ = [M1]Fe3+ (Esseneit)

Kushiroit-reiche Pyroxene wurden bislang nur in Meteoriten nachgewiesen. Terrestrische Klinopyroxene enthalten selten mehr als 20 Mol-% Kushiroit und die Gehalte an Kushiroit nehmen mit Druck und Temperatur zu.

## Kristallstruktur
Kushiroit kristallisiert mit monokliner Symmetrie in der Raumgruppe C2/c (Raumgruppen-Nr. 15) mit 4 Formeleinheiten pro Elementarzelle. Die Gitterparameter des synthetischen Endgliedes sind a = 9,609(3) Å, b = 8,652(2)Å, c = 5,274(2)Å und β = 106,06(2)°. Auch Strukturuntersuchungen an natürlichen, fast reinen Kushiroit aus verschiedenen Meteoriten sind im Einklang mit diesen Werten.
Die Struktur ist die von Klinopyroxen. Silicium (Si4+) und Aluminium (Al3+) besetzen die tetraedrisch von 4 Sauerstoffionen umgebene T-Position, Calcium (Ca2+) belegt die oktaedrisch von 6 Sauerstoffen umgebene M2-Position und die ebenfalls oktaedrisch koordinierte M1-Position ist mit Aluminium (Al3+) besetzt.

## Bildung und Fundorte
Reiner Kushiroit ist bei hohen Temperaturen und Drücken stabil. Unterhalb von 10 kbar wird Kuschiroit abgebaut zu Anorthit, Gehlenit und Korund. Bei niedrigen Temperaturen bzw. hohen Drucken jenseits einer Linie von 1000 °C/10 kbar und 1500 °C/25 kbar baut sich Kushiroit ab zu Grossular und Korund und bei Temperaturen oberhalb von 1400 °C schmilzt Kushiroit inkongruent zu Schmelze und Korund. Eine Mischkristallbildung mit Diopsid dehnt das Stabilitätfeld aus zu niedrigeren Temperaturen und Drucken. Einbau von Ägirin stabilisiert Kushiroit zu niedrigeren Temperaturen und höheren Drucken.
Im Gegensatz zu diesen experimentellen Ergebnissen wurde nahezu reiner Kushiroit in Calcium-Aluminium-reichen Einschlüssen (CAI) von Kohligen Chondriten gefunden, wo er bei sehr niedrigen Druck von 0,001 bar (oder weniger), hohen Temperaturen und extrem reduzierenden Bedingungen gebildet wurde. Einige Autoren gehen daher von einer metastabielen Bildung von Kushiroit im präsolaren Nebel während der Frühphase der Entstehung des Sonnensystems aus.
Andererseits zeigen thermodynamische Gleichgewichtsberechnungen, dass sich Kushiroit bei der Abkühlung des präsolaren Nebels ab ~1430 °C bei der Reaktion von Melilith mit einer heißen, Si- und Mg-haltigen Gasphase bildet. Der entsprechend der experimentellen Befunde zu erwartende Anorthit bildet sich nach diesen Berechnungen zusammen mit Diopsid-reichem Pyroxen erst bei weiterer Abkühlung auf ~1370 °C und fortschreitender Kondensation von Silizium.

### Meteorite
Typlokalität ist der Allan Hills 85085 Meteorit (ALH 85085), ein Kohliger Chondrit von den Allan Hills im Viktorialand, Ostantarktika, Antarktika. Kushiroit wurde hier in CAIs entdeckt, wo er zusammen mit Grossit und einem titanreichen Grossmanit-Kushiroit-Mischkristall auftritt.
Im Allende-Meteoriten wurde nahezu reiner Kushiroit im inneren Bereich eines lockeren („fluffy“) CAI nachgewiesen. Er tritt hier als Einschluss in Gehlenit auf, zusammen mit Hibonit, Perowskit, Korund, Grossmanit, Spinell, Grossular, Anorthit und Nephelin.
Auch im Murray-CM2-Meteoriten wurden CAIs gefunden, die Kushiroit enthalten. Hier handelt es sich um Schmelztröpchen, die zu Kushiroit und Hibonit auskristallisiert sind.
Im Kohligen Chondriten Acfer 214 CH, der 1991 im Wüstengebiet Tanezrouft in der Provinz Tamanrasset in Algerien gefunden wurde, tritt Kushiroit ebenfalls in einem aufgeschmolzenen CAI auf. Begleitminerale sind Hibonit, das neu entdeckte Ca-Al-Oxid Addibischoffit, Perowskit, Ti-reicher Kushiroit, Spinell, Melilith, Anorthit und kleine Mengen FeNi-Metall.

### Skarne
Der älteste bekannte Fundort von Fassait ist der Monti Monzoni im Fassatal, Trentino, Italien, von dem bereits 1877 chemische Analysen publiziert wurden. Die Aluminiumgehalte dieser Fassaite liegen bei ~10 Gew-% Al2O3 und 5–10 Gew-% Fe2O3, was ca. 15–20 Mol-% Kushiroit entspricht.
Diopsid-Mischkristalle mit einem vergleichbaren Anteil an der Ca-Tschermak-Komponente (Kushiroit) wurde von zahlreichen Skarnen beschrieben. Der Diopsid-Anteil der Fassaite überwiegt fast immer und je nach Zusammensetzung der Ausgangsgesteine enthalten sie unterschiedliche Anteile an Esseneit. Klinopyroxene, bei denen der Kushiroitanteil überwiegt, sind in terrestrischen Gesteinen sehr selten.
Aus den Grossular-Wollastonit-Endoskarnen des Cornet Hill im Magureaua Vaţei-Gebiet bei Vaţa Bai im Apuseni-Gebirge, Rumänien wurden relikte Kushiroit- und Esseneit-dominierter Klinopyroxene beschrieben mit Diopsidgehalten von teilweise unter 30 Mol-% und bis zu 38 Mol-% Kushiroit. Sie treten als kleine Einschlüsse in Wollastonit auf, zusammen mit Kalsilit.
In einem Kalksilikat-Xenolithen aus den Ablagerungen eines pyroklastischen Stroms des Vulkans La Soufrière auf St. Vincent, Kleine Antillen wurde ein Klinopyroxenmischkristall mit 45 Mol-% Kushiroit, 37 Mol-% Diopsid und 15 Mol-% Esseneit gefunden. Begleitminerale sind hier Grossular-Andradit-betonter Granat (Grandit), Wollastonit, Anorthit und Calcit.

### Pyrometamorphose
Auf der Knapp Ranch im Lewis and Clark County in Montana tritt Fassait in einem pyrometamorphen Kalksilikategestein zusammen mit Spinell, Granat, Clintonit und Spuren von Biotit und Muskovit auf. Die Kushiroitgehalte liegen hier bei 22 Mol-% mit 17 Mol-% Esseneit.
In der pyrometamorphen Hatrurim-Formation findet sich esseneitreicher Klinopyroxen mit 22 Mol-% Kushiroit bei Tarqumiya nördlich von Hebron im Westjordanland, Palästinensische Autonomiegebiete. Begleitminerale sind hier Anorthit, Wollastonit, Gehlenit und als Einschluss Magnetit.
Vergleichbare Mineralparagenesen bilden sich in Abraumhalden des Kohlebergbaus, wenn diese bei Bränden pyrometamorph verändert wurden. Die hier gebildeten Pyroxene sind meist reich an Eisen und die Kushiroitgehalte können 37 Mol-% erreichen.